# Wansan-gu
Wansan-gu  är ett av de två stadsdistrikten (gu) i staden Jeonju i provinsen Norra Jeolla i den centrala delen av Sydkorea, 200 km söder om huvudstaden Seoul. Vid utgången av 2020 hade distriktet 343 915 invånare.

## Administrativ indelning
Distriktet är indelat i 19 stadsdelar (dong):
Dongseohak-dong,
Hyoja 1-dong,
Hyoja 2-dong,
Hyoja 3-dong,
Hyoja 4-dong,
Hyoja 5-dong,
Jungang-dong,
Junghwasan 1-dong,
Junghwasan 2-dong,
Nosong-dong,
Pungnam-dong,
Pyeonghwa 1-dong,
Pyeonghwa 2-dong,
Samcheon 1-dong,
Samcheon 2-dong,
Samcheon 3-dong,
Seoseohak-dong,
Seosin-dong och
Wansan-dong.